# Кожушана Катерина Мартинівна
Катерина Мартинівна Кожушана (нар. 1914, село Слободище, тепер Гайсинського району Вінницької області — ?) — українська радянська діячка, новатор сільськогосподарського виробництва, колгоспниця колгоспу «Більшовик України» Гайсинського району Вінницької області. Член Центрального виконавчого комітету Української СРР 13-го скликання. Депутат Верховної Ради СРСР 1-го скликання.

## Життєпис
Народилася в бідній селянській родині, батько помер у 1919 році. Освіта початкова. З дитячих років пряла пряжу, працювала в сільському господарстві.
З 1930 року — колгоспниця, з 1932 року — ланкова колгоспу «Більшовик України» Гайсинського району Вінницької області. У 1934 році вступила до комсомолу.
У 1935 році закінчила курси голів сільських рад у місті Одесі. У 1935—1936 роках — заступник голови Зятковецької сільської ради Гайсинського району Вінницької області. З червня 1936 року вісім місяців працювала в приймальній голови ВУЦВК Григорія Петровського.
З 1937 року — заступник голови колгоспу «Більшовик України», завідувач колгоспного будинку села Зятківці Гайсинського району Вінницької області. З кінця 1937 року — голова Зятковецької сільської ради Гайсинського району Вінницької області.
Кандидат у члени ВКП(б) з 1938 року.
З 1938 року — заступник голови виконавчого комітету Гайсинської районної ради депутатів трудящих Вінницької області.